# Wimbledon 1962
De 76e editie van het Britse grandslamtoernooi, Wimbledon 1962, werd gehouden van maandag 25 juni tot en met zaterdag 7 juli 1962. Voor de vrouwen was het de 69e editie van het graskampioenschap. Het toernooi werd gespeeld bij de All England Lawn Tennis and Croquet Club in de wijk Wimbledon van de Britse hoofdstad Londen. De titels in het enkelspel werden gewonnen door Rod Laver en Karen Susman.
Op de enige zondag tijdens het toernooi (Middle Sunday) werd traditioneel niet gespeeld.
Het toernooi van 1962 trok 296.120 toeschouwers.

## Belangrijkste uitslagen
Mannenenkelspel

Finale: Rod Laver (Australië) won van Martin Mulligan (Australië) met 6-2, 6-2, 6-1 
Vrouwenenkelspel

Finale: Karen Susman (VS) won van Věra Suková (Tsjecho-Slowakije) met 6-4, 6-4 
Mannendubbelspel

Finale: Bob Hewitt (Australië) en Fred Stolle (Australië) wonnen van Boro Jovanović (Joegoslavië) en Nikola Pilić (Joegoslavië) met 6-2, 5-7, 6-2, 6-4 
Vrouwendubbelspel

Finale: Billie Jean Moffitt (VS) en Karen Susman (VS) wonnen van Sandra Price (Zuid-Afrika) en Renée Schuurman (Zuid-Afrika) met 5-7, 6-3, 7-5 
Gemengd dubbelspel

Finale: Margaret duPont (VS) en Neale Fraser (Australië) wonnen van Ann Haydon (VK) en Dennis Ralston (VS) met 2-6, 6-3, 13-11 
Meisjesenkelspel

Finale: Galina Baksjejeva (Sovjet-Unie) won van Elizabeth Terry (Nieuw-Zeeland) met 6-4, 6-2 
Jongensenkelspel

Finale: Stanley Matthews (VK) won van Alex Metreveli (Sovjet-Unie) met 10-8, 3-6, 6-4 
Dubbelspel bij de junioren werd voor het eerst in 1982 gespeeld.

## Toeschouwersaantallen
|           |        | Eerste week |         | Tweede week |
| --------- | ------ | ----------- | ------- | ----------- |
| Maandag   |        | 21.063      |         | 27.557      |
| Dinsdag   | 22.370 | 25.030      |         |             |
| Woensdag  | 30.069 | 23.959      |         |             |
| Donderdag | 29.523 | 20.846      |         |             |
| Vrijdag   | 29.152 | 18.790      |         |             |
| Zaterdag  | 29.834 | 17.927      |         |             |
| Zondag    | –      | –           |         |             |
| Totaal    |        | 296.120     | 296.120 | 296.120     |

1877 · 1878 · 1879 · 1880 · 1881 · 1882 · 1883 · 1884 · 1885 · 1886 · 1887 · 1888 · 1889 · 1890 · 1891 · 1892 · 1893 · 1894 · 1895 · 1896 · 1897 · 1898 · 1899 · 1900 · 1901 · 1902 · 1903 · 1904 · 1905 · 1906 · 1907 · 1908 · 1909 · 1910 · 1911 · 1912 · 1913 · 1914 · 1915–1918 · 1919 · 1920 · 1921 · 1922 · 1923 · 1924 · 1925 · 1926 · 1927 · 1928 · 1929 · 1930 · 1931 · 1932 · 1933 · 1934 · 1935 · 1936 · 1937 · 1938 · 1939 · 1940–1945 · 1946 · 1947 · 1948 · 1949 · 1950 · 1951 · 1952 · 1953 · 1954 · 1955 · 1956 · 1957 · 1958 · 1959 · 1960 · 1961 · 1962 · 1963 · 1964 · 1965 · 1966 · 1967
↓ open tijdperk ↓
1968 (m-v-md-vd-gd) · 1969 (m-v-md-vd-gd) · 1970 (m-v-md-vd-gd) · 1971 (m-v-md-vd-gd) · 1972 (m-v-md-vd-gd) · 1973 (m-v-md-vd-gd) · 1974 (m-v-md-vd-gd) · 1975 (m-v-md-vd-gd) · 1976 (m-v-md-vd-gd) · 1977 (m-v-md-vd-gd) · 1978 (m-v-md-vd-gd) · 1979 (m-v-md-vd-gd) · 1980 (m-v-md-vd-gd) · 1981 (m-v-md-vd-gd) · 1982 (m-v-md-vd-gd) · 1983 (m-v-md-vd-gd) · 1984 (m-v-md-vd-gd) · 1985 (m-v-md-vd-gd) · 1986 (m-v-md-vd-gd) · 1987 (m-v-md-vd-gd) · 1988 (m-v-md-vd-gd) · 1989 (m-v-md-vd-gd) · 1990 (m-v-md-vd-gd) · 1991 (m-v-md-vd-gd) · 1992 (m-v-md-vd-gd) · 1993 (m-v-md-vd-gd) · 1994 (m-v-md-vd-gd) · 1995 (m-v-md-vd-gd) · 1996 (m-v-md-vd-gd) · 1997 (m-v-md-vd-gd) · 1998 (m-v-md-vd-gd) · 1999 (m-v-md-vd-gd) · 2000 (m-v-md-vd-gd) · 2001 (m-v-md-vd-gd) · 2002 (m-v-md-vd-gd) · 2003 (m-v-md-vd-gd) · 2004 (m-v-md-vd-gd) · 2005 (m-v-md-vd-gd) · 2006 (m-v-md-vd-gd) · 2007 (m-v-md-vd-gd) · 2008 (m-v-md-vd-gd) · 2009 (m-v-md-vd-gd) · 2010 (m-v-md-vd-gd) · 2011 (m-v-md-vd-gd) · 2012 (m-v-md-vd-gd) · 2013 (m-v-md-vd-gd) · 2014 (m-v-md-vd-gd) · 2015 (m-v-md-vd-gd) · 2016 (m-v-md-vd-gd) · 2017 (m-v-md-vd-gd) · 2018 (m-v-md-vd-gd) · 2019 (m-v-md-vd-gd) · 2020 · 2021 (m-v-md-vd-gd) · 2022 (m-v-md-vd-gd) · 2023 (m-v-md-vd-gd) · 2024 (m-v-md-vd-gd)
Lijst van Wimbledonwinnaars · Toernooien per editie